# 因陀羅獸屬
因陀羅獸（學名：Indratherium compressus）是一個已經滅絕的物種，屬於長頸鹿科，生存於中新世的巴基斯坦旁遮普省。